# Mirela Manjani
Mirela Manjani (griechisch Μιρέλα Μανιάνι, auch Mirela Tzelili; * 21. Dezember 1976 in Durrës) ist eine ehemalige griechische Speerwerferin, die zweimal Weltmeisterin wurde sowie 2000 und 2004 olympische Medaillen gewann. Aktiv war sie für den Verein Olympiakos Piräus.
Manjani nahm 1996 in Atlanta erstmals an Olympischen Spielen teil, damals noch für ihr Geburtsland Albanien. Bei der Eröffnungsfeier war sie Fahnenträgerin. Sie erreichte den 24. Rang. 1997 kam sie nach Griechenland, nahm durch die Hochzeit mit dem Gewichtheber Giorgios Tzelili die griechische Staatsbürgerschaft an und startete bei den Weltmeisterschaften 1997 in Athen erstmals für Griechenland. Wie ein Jahr zuvor in Atlanta scheiterte Manjani allerdings im Vorkampf.
Seit sie bei den Weltmeisterschaften 1999 in Sevilla mit dem Weltrekord von 67,09 m siegte, gehört sie zu den Stars der Leichtathletik in Griechenland. Silbermedaillen bei den Olympischen Spielen 2000 in Sydney und den Weltmeisterschaften 2001 in Edmonton sowie der erneute Titelgewinn bei den Weltmeisterschaften 2003 in Paris machten sie zur großen Goldhoffnung der Griechen bei den Olympischen Spielen 2004 in Athen; sie gewann aber nur die Bronzemedaille.
2002 konnte sie mit einer Weite von 67,47 m vor der deutschen Steffi Nerius auch Europameisterin werden. Im gleichen Jahr wurde die Ehe mit Tzelili geschieden.
Mirela Manjani hatte bei einer Größe von 1,65 m ein Wettkampfgewicht von 64 kg.